# Nágpur
Nágpur (maráthi nyelven: नागपूर , becenevén Orange City) város India földrajzi középpontján, Mahárástra szövetségi államban. Az agglomeráció lakosainak száma 2,4 millió fő volt 2011-ben.
A Nág folyó két partján fekvő Nágpur a Központi Tartományok fővárosa volt, míg nem csatolták Mahárástra államhoz a függetlenné válás után.

## Gazdaság
Gyorsan fejlődő iparváros, közlekedési csomópont és kulturális központ. Iparának meghatározó ágazatai a pamut-, papír-, vegyipar, gépipar, a közelben bányászott mangán feldolgozása.

## Éghajlat
| Hónap                                                                               | Jan. | Feb. | Már. | Ápr. | Máj. | Jún. | Júl. | Aug. | Szep. | Okt. | Nov. | Dec. | Év   |
| ----------------------------------------------------------------------------------- | ---- | ---- | ---- | ---- | ---- | ---- | ---- | ---- | ----- | ---- | ---- | ---- | ---- |
| Rekord max. hőmérséklet (°C)                                                        | 36,6 | 39,2 | 45,0 | 46,1 | 47,8 | 47,7 | 40,6 | 37,8 | 38,9  | 39,5 | 35,6 | 39,7 | 47,8 |
| Átlagos max. hőmérséklet (°C)                                                       | 28,7 | 31,4 | 36,1 | 40,1 | 42,5 | 37,7 | 31,2 | 30,5 | 31,7  | 32,6 | 30,2 | 28,1 | 33,4 |
| Átlagos min. hőmérséklet (°C)                                                       | 13,1 | 15,1 | 19,2 | 24,0 | 28,0 | 26,4 | 24,0 | 23,6 | 23,1  | 20,0 | 15,3 | 12,1 | 20,3 |
| Rekord min. hőmérséklet (°C)                                                        | 3,9  | 5,0  | 8,3  | 13,9 | 19,4 | 20,0 | 19,4 | 18,3 | 16,6  | 11,6 | 6,7  | 5,5  | 3,9  |
| Átl. csapadékmennyiség (mm)                                                         | 13   | 21   | 18   | 14   | 19   | 190  | 342  | 281  | 183   | 57   | 17   | 13   | 1166 |
| Havi napsütéses órák száma                                                          | 272  | 268  | 288  | 291  | 294  | 187  | 115  | 117  | 183   | 260  | 264  | 269  | 2807 |
| Forrás: NOAANormals 1971–1990. National Oceanic and Atmospheric Administration; IMD |      |      |      |      |      |      |      |      |       |      |      |      |      |

## Fordítás
Ez a szócikk részben vagy egészben  a   Nagpur című angol Wikipédia-szócikk fordításán alapul.  Az eredeti cikk szerkesztőit annak laptörténete sorolja fel. Ez a jelzés csupán a megfogalmazás eredetét és a szerzői jogokat jelzi, nem szolgál a cikkben szereplő információk forrásmegjelöléseként.